# Caddo pepperella
Espèce
Caddo pepperella est une espèce d'opilions eupnois de la famille des Caddidae.

## Distribution
Cette espèce se rencontre aux États-Unis dans l'État de New York, au Connecticut, au Massachusetts, au New Hampshire et au Wisconsin et au Japon,,.

## Description
La femelle holotype mesure 1,7 mm, les femelles mesurent de 1,6 à 1,9 mm.

## Systématique et taxinomie
Cette espèce a été décrite par Shear en 1975.

## Publication originale
- Shear, 1975 : « The opilionid family Caddidae in North America, with notes on species from other regions (Opiliones, Palpatores, Caddoidea) » The Journal of Arachnology, vol. 2, no 2, p. 65-88 (texte intégral).